# 克拉斯尼河
克拉斯尼河（烏克蘭語：Красний），是烏克蘭的河流，位於該國西部，屬於泰雷斯瓦河的右支流，發源自克拉斯納，流經外喀爾巴阡州，河道全長13公里，流域面積51平方公里。